# صخیرات
صخیرات یکی از شهرهای کشور مراکش است. این شهر در میان رباط و کازابلانکا واقع شده است.